# John Snowden
John Snowden (* 12. Januar 1982 in Anchorage, Alaska) ist ein ehemaliger US-amerikanischer Eishockeyspieler und derzeitiger -trainer, der den Großteil seiner aktiven Karriere zwischen 2000 und 2014 in den nordamerikanischen Minor Leagues – hauptsächlich der Central Hockey League (CHL) und ECHL – verbrachte und kurzzeitig für die Starbulls Rosenheim in der Eishockey-Oberliga auflief.

## Karriere
Snowden spielte während seiner Zeit als Juniorenspieler von 1998 bis 2003 für die amerikanische Juniorennationalmannschaft in der North American Hockey League und die Lincoln Stars in der United States Hockey League.
Nachdem er in keinem NHL Entry Draft berücksichtigt worden war, wechselte er zur Saison 2003/04 ungedraftet ins Profilager. Dort unterschrieb er einen Vertrag bei den Texas Wildcatters in der ECHL, denen er zwei Spielzeiten lang treu blieb. Im Verlauf des Spieljahres 2004/05 kam er dabei auch zu einem Einsatz in der American Hockey League bei den Utah Grizzlies. Nachdem er die folgende Spielzeit bei den Greenville Grrrowl in der ECHL verbracht und diesmal zwei AHL-Einsätze für die Norfolk Admirals absolviert hatte, wechselte der US-Amerikaner zur Saison 2006/07 erneut innerhalb der ECHL. Er lief die Spielzeit für die Reading Royals auf, ehe er zur Saison 2007/08 nach Europa zu den Starbulls Rosenheim in die deutsche Eishockey-Oberliga wechselte. Auf Wunsch von Snowden wurde am 20. Januar 2008 sein Vertrag mit den Starbulls Rosenheim aufgelöst. Im Anschluss spielte Snowden wieder in der ECHL für die Idaho Steelheads. In den folgenden Jahren stand er bei diversen Teams aus der Central Hockey League und International Hockey League im Einsatz, bevor der Verteidiger seine aktive Karriere nach der Saison 2013/14 beendete.
Anschließend war Snowden von 2015 bis 2018 als Assistenztrainer bei den Orlando Solar Bears in der ECHL tätig, bevor er zur Saison 2018/19 in gleicher Funktion zu den Newfoundland Growlers wechselte. Dort übernahm er im Januar 2019 das Amt des Cheftrainers von Ryane Clowe, der aus gesundheitlichen Gründen zurückgetreten war, und war bis zum Ende der Saison 2019/20 tätig. Mit den Growlers gewann er in seinem Debütjahr den Kelly Cup. Im Anschluss übernahm er für ein Jahr den Posten des Director of Hockey Operations, ehe er im Sommer 2021 als Assistenztrainer bei den Toronto Marlies aus der AHL vorgestellt wurde. Zur Saison 2023/24 wechselte er in derselben Funktion innerhalb der AHL zu den Lehigh Valley Phantoms.

## Erfolge und Auszeichnungen
- 2003 Clark-Cup-Gewinn mit den Lincoln Stars
- 2005 ECHL-Spieler des Monats April
- 2019 Kelly-Cup-Gewinn mit den Newfoundland Growlers (als Cheftrainer)

## Karrierestatistik

### International
Vertrat die USA bei:
- U18-Junioren-Weltmeisterschaft 2000

(Legende zur Spielerstatistik: Sp oder GP = absolvierte Spiele; T oder G = erzielte Tore; V oder A = erzielte Assists; Pkt oder Pts = erzielte Scorerpunkte; SM oder PIM = erhaltene Strafminuten; +/− = Plus/Minus-Bilanz; PP = erzielte Überzahltore; SH = erzielte Unterzahltore; GW = erzielte Siegtore; 1 Play-downs/Relegation; Kursiv: Statistik nicht vollständig)